# Kiff VandenHeuvel

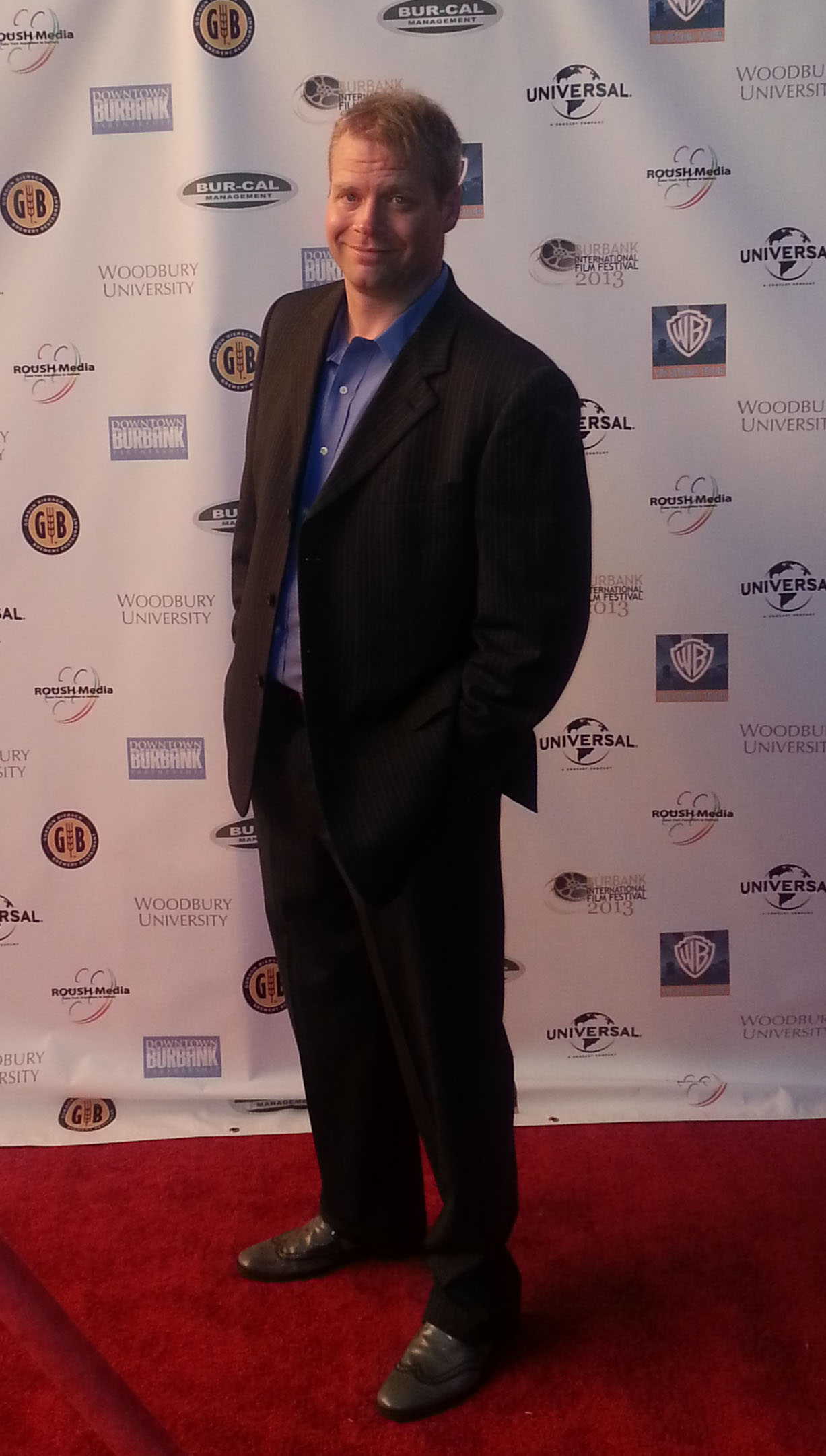
Kiff VandenHeuvel

Christopher Jon „Kiff“ VandenHeuvel (* 24. April 1970 in Grand Rapids, Vereinigte Staaten) ist ein US-amerikanischer Synchronsprecher und Filmschauspieler.

## Biografie
VandenHeuvel studierte am Calvin College in seiner Heimatstadt Kommunikationswissenschaften. Danach wurde er als Comedy-Darsteller am The Second City Detroit Theater ausgebildet. Seit Mitte der 1990er jahre ist er als Sprecher für Werbespots und Computerspiele tätig. Ab 2000 kamen auch kleinere Rollen als Filmschauspieler hinzu. Er betätigt sich auch als Coach für Synchronsprecher.

## Werke (Auswahl)

### Filme und Serien
- 2013: Liberace – Zu viel des Guten ist wundervoll (Behind the Candelabra)
- 2014: Nightcrawler – Jede Nacht hat ihren Preis (Nightcrawler)
- 2015: Richie Rich (Fernsehserie, 21 Folgen)
- 2016: Batman v Superman: Dawn of Justice
- 2016: La La Land
- 2017: Star Wars: Die Mächte des Schicksals (Star Wars: Forces of Destiny)
- 2021: The Little Things
- 2021, 2024: What If…? (Fernsehserie, Folgen 1x06 & 3x03, Stimme)
- 2023: Mars Express (Stimme)

### Computerspiele
- 2011: Star Wars: The Old Republic (Stimme)
- 2013: Disney Infinity (Stimme)
- 2013: BioShock Infinite (Stimme)
- 2014: The Evil Within (Stimme)